# Chantada
Chantada est une commune de la province de Lugo en Galice (Espagne), située dans la comarque de Chantada. Sa population en 2015 s'élève à 8 553 habitants.
La commune est située sur le Camino de Invierno, un des chemins secondaires du pèlerinage de Saint-Jacques-de-Compostelle qui commence à Ponferrada.

## Lieux et monuments
- Castro Candaz (es)